# Monumento a Luigi Cagnola
Il monumento a Luigi Cagnola è un'opera scultorea realizzata da Benedetto Cacciatori (1794–1871) posta nel cortile d'onore del palazzo di Brera a Milano.

## Storia e descrizione
La statua dedicata all'architetto Luigi Cagnola fu realizzata nel 1849, come riportato sul monumento stesso.